# Cottonwood (Kalifornien)
Cottonwood ist ein Ort mit dem Status eines census-designated place im Süden des Shasta County im Norden des US-Bundesstaates Kalifornien. Das U.S. Census Bureau hat bei der Volkszählung 2020 eine Einwohnerzahl von 6.268 ermittelt.

## Geographie
Die Ortschaft liegt im Norden des Sacramento Valley in hügeligem Land.
Bei Cottonwood mündet der Cottonwood Creek in den Sacramento River. Der Ort liegt an der Interstate 5 und lag an der historischen Route 99.

## Bevölkerung
2010 lebten in Cottonwood 3.316 Personen. 80 % der Einwohner waren Weiße, gefolgt von 10,6 % Latinos. Das Median-Haushaltseinkommen betrug $30.445. 33,5 % der Bewohner lebten unterhalb der Armutsgrenze.

## Geschichte
Um 1849 war Cottonwood eine Raststation am Oregon Trail. 1852 wurde eine Poststation errichtet. 1859 erwarb der deutsche Auswanderer Jacob Foster das Gebiet nördlich des Cottonwood Creek, auf dem der Ort heute steht. Foster baute ein Hotel. Nachdem die Eisenbahn den Ort erreicht hatte, diente er ab 1872 als Umschlagsplatz für Holz, Vieh und sonstige landwirtschaftliche Produkte von Gebieten entlang des Sacramento River und des Cottonwood Creek.
Nach der Präsidentschaftswahl 2008 bildete sich die Cottonwood Militia, die bekannteste Miliz in Nordkalifornien. Die Miliz konnte im Sommer 2020 hunderte von Gegendemonstranten gegen einen Protest infolge des Todes von George Floyd in Reddit aufbieten und verteilte im Dezember 2020 Flugblätter, die Widerstand gegen Maßnahmen gegen die COVID-19-Pandemie in den Vereinigten Staaten ankündigten.